# Heart (album L’Arc-en-Ciel)
Heart jest piątym albumem grupy L’Arc-en-Ciel. Został wydany 25 lutego 1998 r. Jest to pierwszy album z Yukihiro na perkusji.

## Utwory
1. 	"Loreley”   -	5:58
2. 	"winter fall”   - 4:53
3. 	"Singin' in the Rain”   - 4:34
4. 	"Shout at the Devil”   - 3:57
5. 	"niji” (虹)   - 5:07
6. 	"birth!”   - 4:16
7. 	"Promised Land”  - 4:29
8. 	"fate” - 5:41
9. 	"milky way”   - 4:28
10. 	"anata” (あなた)  - 5:15

## Twórcy
- Hyde – śpiew, saksofon
- Ken – gitara elektryczna, tamburyn
- Tetsu – gitara basowa, wokal wspierający
- Yukihiro – perkusja